# Дискантов, Александр Григорьевич
Диска́нтов, Алекса́ндр Григо́рьевич (1895—1937) — советский партийный руководитель, первый секретарь Мариупольского горкома ВКП(б).

## Биография
Александр Дискантов родился в 1885 году на железнодорожной станции Лозовая в семье типографского рабочего. Учился профессии наборщика. 
 С марта 1917 года — член РСДРП(б).
 С 1917-го по 1919-й — член подпольного партийного комитета, занимался организацией партизанских отрядов; затем — секретарь губернского партийного комитета.
 В 1920 году — начальник политотдела бригады 45-й стрелковой дивизии. После демобилизации на партийной работе (секретарь уездного партийного комитета в Изюме, в Харьковской губернии и в Козлове на Тамбовщине, заведует отделами оргработы Полтавского и Бердичевского окружных партийных комитетов).
 В 1926 — 1928 годах — инструктор орготдела ЦК партии и член редколлегии газеты «Коммунист». Затем секретарь Кустанайского окружкома партии, секретарь Семипалатинского крайкома, секретарь Алма-Атинского крайкома.
 С января 1935-го стал первым секретарем Мариупольского горкома партии.
 Был делегатом XI, XV, XVI и XVII партийных съездов, принимал участие в VIII Чрезвычайном съезде Советов.
Арестован 2 августа 1937 года.
 20 сентября 1937 года приговорен к расстрелу.
 Реабилитирован в феврале 1957 года.